# Beniamino Andreatta
Beniamino "Nino" Andreatta (Trento, 11 de agosto de 1928 – Bolonha, 26 de março de 2007) foi um político e economista italiano.

## Biografia
Andreatta era membro do Partido Democrata Cristão, da esquerda italiana e um dos fundadores do Partido do Povo Italiano (1994-2002).
Foi membro do Parlamento Italiano (senador e deputado) entre 1976 e 1992 e entre 1994 e 1996. Foi membro do Parlamento Europeu entre 1984 e 1989 e vice-presidente do Partido Popular Europeu entre 1984 e 1987.
Foi Ministro do Orçamento entre 1979 e 1980, do Tesouro entre 1980 e 1982, dos Negócios Estrangeiros entre 1993 e 1994 e da Defesa de 1996 a 1998.
Os seus seguidores incluem Romano Prodi e Enrico Letta. É considerado como o arquitecto da coligação "A Oliveira" e da candidatura de Romano Prodi para primeiro-ministro da Itália em 1996.
Andreatta encontrava-se em coma profundo desde 1999. Morreu aos 78 anos, em Bolonha.